# Nichtribosomales Peptid
Ein nichtribosomales Peptid (NRP, englisch non-ribosomal peptide) ist ein Peptid, das nicht an Ribosomen synthetisiert wurde, sondern als Sekundärmetabolit durch bestimmte Enzyme, die nichtribosomalen Peptidsynthetasen (NRPS).
Im Gegensatz zu einem nichtribosomalen Peptid werden die meisten Peptide und Proteine in einer Zelle ribosomal per Proteinbiosynthese erzeugt, aus proteinogenen Aminosäuren nach Vorgabe genetischer Information. Auf diesem Weg entstehen auch die enzymatisch wirksamen Proteine, deren Komplexe als nichtribosomale Peptidsynthetasen bezeichnet werden. Solche NRPS kommen in verschiedenen Arten von Archaeen, Bakterien, Pilzen und beispielsweise auch bei Nacktkiemern vor. Diese Peptidsynthetasen ermöglichen Organismen den Aufbau von Peptiden außerhalb genetisch codierter Sequenzen, so auch aus nichtproteinogenen Aminosäuren, mit hoher struktureller Diversität und für mannigfaltige biologische Aktivitäten – als nichtribosomale Peptidsynthese.

## Eigenschaften
Nichtribosomale Peptide sind Oligopeptide oder kleinere Polypeptide, die unabhängig von einer RNA-Vorlage durch nichtribosomale Peptidsynthetasen erzeugt werden. Die bisher bekannten bestehen aus bis zu 50 Aminosäuren. Die Biosynthese erfolgt meist schrittweise durch modulare Multienzymkomplexe und ist dabei für das jeweilige Peptid insofern spezifisch, als eine Synthetase nur bestimmte Syntheseschritte katalysieren kann. Bei der nichtribosomalen Peptidsynthese werden oft untypische Aminosäuren als Bausteine verwendet, z. B. D-Aminosäuren, β-Aminosäuren oder modifizierte Aminosäuren, teilweise werden auch Fettsäuren verwendet. Die Primärstruktur kann linear sein, doch sind Verzweigungen, Verbrückungen und Zyklisierungen nicht selten, auch heterozyklische und polyzyklische Peptide kommen vor. NRP besitzen unterschiedliche Funktionen, z. B. als Antibiotikum, Pigmente (Indigoidin), Siderophore (Enterobactin, Myxochelin A, Pyoverdine) oder Toxine (Microcystin, Nodularin, Cyanotoxin, HC-toxin, AM-toxin, Victorin). Einige NRP sind Virulenzfaktoren.
NRP sind in der frei zugänglichen Datenbank NORINE verzeichnet.

## Anwendungen
Einige Antibiotika und deren Vorläufermoleküle (Actinomycin, Bacitracin, Daptomycin, Vancomycin, Tyrothricin und Tyrocidin, Gramicidin, Zwittermicin A, ACV-Tripeptid, Teixobactin), Zytostatika (Epothilone, Bleomycin) und Immunsuppressiva (Cyclosporin A) sind nichtribosomale Peptide. Durch ein Proteindesign können nichtribosomale Peptidsynthetasen gezielt verändert werden.